# Maurizio Nichetti
Maurizio Nichetti, né le 8 mai 1948 à Milan, est un acteur, réalisateur et scénariste italien.

## Biographie
Maurizio Nichetti a étudié l'architecture à Milan.
Il commence sa carrière cinématographique aux côtés de Bruno Bozzetto, dans le film d'animation Allegro non Troppo.
En 1979, il écrit, réalise et interprète Ratataplan.

## Filmographie

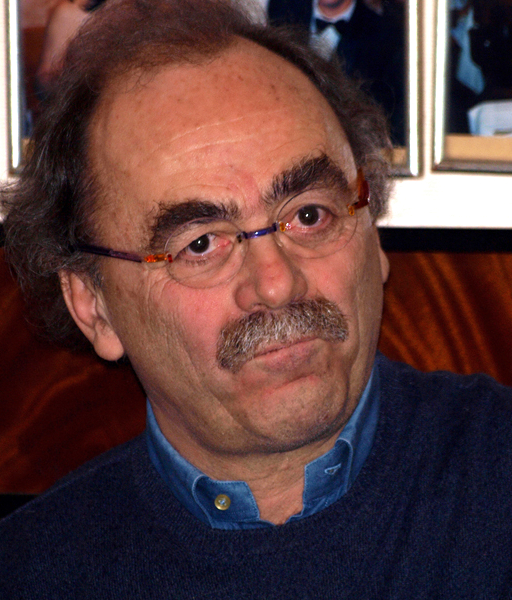
Maurizio Nichetti en 2012.

### Réalisateur
- 1979 : Ratataplan
- 1980 : Ho fatto splash (it)
- 1983 : Domani si balla! (it)
- 1984 : Quo vadiz? (télévision)
- 1986 : Il Bi e il Ba (it)
- 1988 : Méliès 88: Le cauchemar d'un inventeur (télévision)
- 1989 : Le Voleur de savonnettes (Ladri di saponette)
- 1991 : L'Amour avec des gants (it) (Volere volare)
- 1993 : Stefano Quantestorie (it)
- 1995 : Palla di neve
- 1996 : Lune et l'autre (Luna e l'altra)
- 2001 : Honolulu Baby

### Acteur
- 1970 : Re cervo (mini-série télévisée)
- 1973 : La cabina, court-métrage de Bruno Bozzetto : le photographe
- 1976 : Allegro non troppo de Bruno Bozzetto : animateur
- 1979 : S.O.S., court-métrage de Guido Manuli : professeur
- 1979 : Ratataplan de lui-même : Colombo
- 1980 : Ho fatto splash de lui-même : Maurizio
- 1982 : Morto Troisi, viva Troisi! de Massimo Troisi
- 1983 : Domani si balla!
- 1983 : Le Choix des seigneurs, (titre original :italien : I Paladini: Storia d'armi e d'amori) réalisé par Giacomo Battiato
- 1984 : Quo vadiz?, série télévisée de lui-même
- 1984 : Bertoldo, Bertoldino e Cacasenno, de Mario Monicelli d'après le recueil de nouvelles du même titre
- 1985 : Sogni e bisogni mini-série télévisée, dans l'épisode 2 : Il ritorno del Guerriero : le guerrier
- 1989 : Ladri di saponette
- 1991 : Volere volare
- 1993 : Stefano Quantestorie
- 1994: Tous les jours dimanche
- 1995 : Palla di neve
- 1996 : Luna e l'altra
- 2001 : Honolulu Baby
- 2002 : Ciao America
- 2011 : Agata e Ulisse de lui-même
- 2018 : Arrivano i prof d'Ivan Silvestrini : Professeur Fanfulla
- 2021 : E noi come stronzi rimanemmo a guardare de Pif

## Recompenses
- 1991: David di Donatello
- 1980, 1989, 1997: Ruban d'argent
- 1989: Georghi d'or au Festival international du film de Moscou
- 1997: Corbeau d'or au Festival international du film fantastique de Bruxelles